# Ryta Turava
Ryta Turava (belarusiska: Рыта Турава), född 28 december 1980, är en vitrysk friidrottare (gångare).
Turavas första mästerskap var OS 2004 i Athen där hon slutade fyra. Vid VM i Helsingfors året efter blev Turava tvåa och vid EM i Göteborg tog hon sin första mästerskapsvinst då hon vann 20 km loppet. Hon deltog även vid Olympiska sommarspelen 2008 där hon slutade på en elfte plats. 
Turavas personliga rekord på 20 km gång är 1:26,11 från en tävling 2006. 